# Наказание Марсия (картина Тициана)
Наказание Марсия (итал. Punizione di Marsia) — картина венецианского художника Тициана, созданная в последние годы жизни художника. Находится в собрании картинной галереи Епископского замка в Кромержиже, Чехия. Другие названия: Аполлон и Марсий, Свежевание Марсия.

## История картины

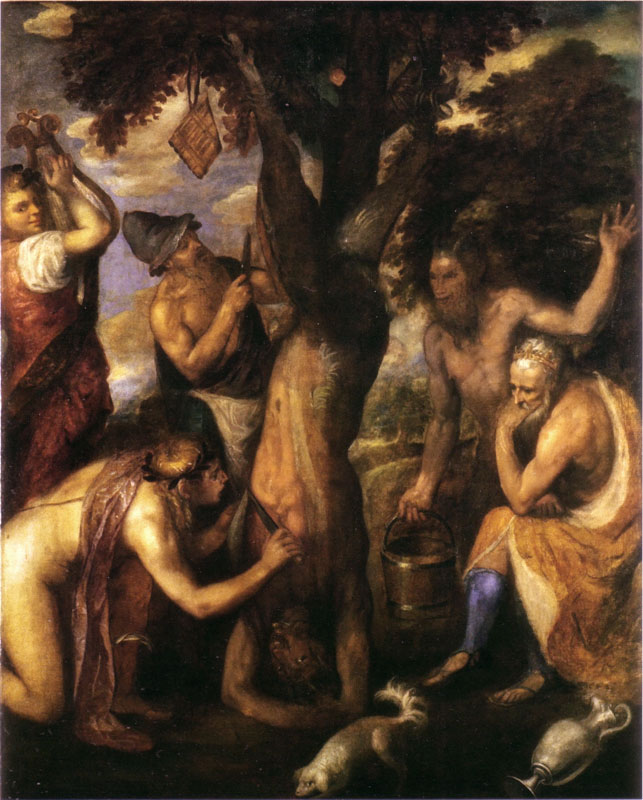
Копия ранней версии картины. Частное собрание, Венеция

Большинство исследователей полагает, что картина была создана в последние годы жизни Тициана и оставалась в мастерской художника после его смерти. Предполагают также, что существовала более ранняя версия, созданная около 1550 года и предназначенная для Марии Венгерской и её дворца в Бинше. В музее Прадо хранятся созданные для этого дворца «Титий» и «Сизиф», близкие к «Марсию» по тематике и размеру. В 1990 году в частной коллекции Венеции была обнаружена копия XVI века, вероятно, сделанная с этой более ранней версии. Известно, что Тициан многократно на протяжении всей жизни повторял свои картины, внося каждый раз в них дополнения и изменения.
Картина была приобретена графиней Арундел в 1620 году, вероятно, у Тицианелло, племянника художника. После смерти графини картину приобрели кёльнские купцы Франц и Бернард фон Имстенраед, а в 1673 — Карл фон Лихтенштейн, епископ Оломоуца. С тех пор до настоящего времени она хранится в епископском дворце в Кромержиже. На протяжении трёх столетий картина была почти забыта, вплоть до лондонской выставки 1983 года, когда она, наконец, стала широко известна и произвела сильное впечатление на публику и специалистов.

## Сюжет и композиция картины
Картина посвящена печальной судьбе Марсия, сатира из Фригии, упоминаемого в «Метаморфозах» Овидия (книга 6, строки 382—400). Следует заметить, что сюжет у Овидия излагается весьма кратко в расчёте на уже знакомого с ним читателя. Другие версии того же сюжета, дополненные различными деталями, представлены множеством более поздних авторов античности и Ренессанса. Марсий нашёл брошенную Минервой и про́клятую ей флейту. Он научился играть и достиг такого мастерства, что дерзнул вызвать на состязание самого Аполлона, который согласился при условии, что победитель сможет выбрать наказание для проигравшего. Часть авторов указывает, что в качестве судей были приглашены музы. Аполлон победил и приказал снять с Марсия кожу живьем. Другие авторы в качестве судьи называют царя Мидаса, что, вероятно, обусловлено влиянием схожей легенды о состязании Аполлона и Пана: Мидас присудил первенство Пану, за что получил от Аполлона ослиные уши.
Сюжет состязания Марсия с Аполлоном встречается и в античной скульптуре, и в работах художников возрождения. В частности, изображение связанного Марсия появляется на одной из фресок Рафаэля в Станца делла Сеньятура.

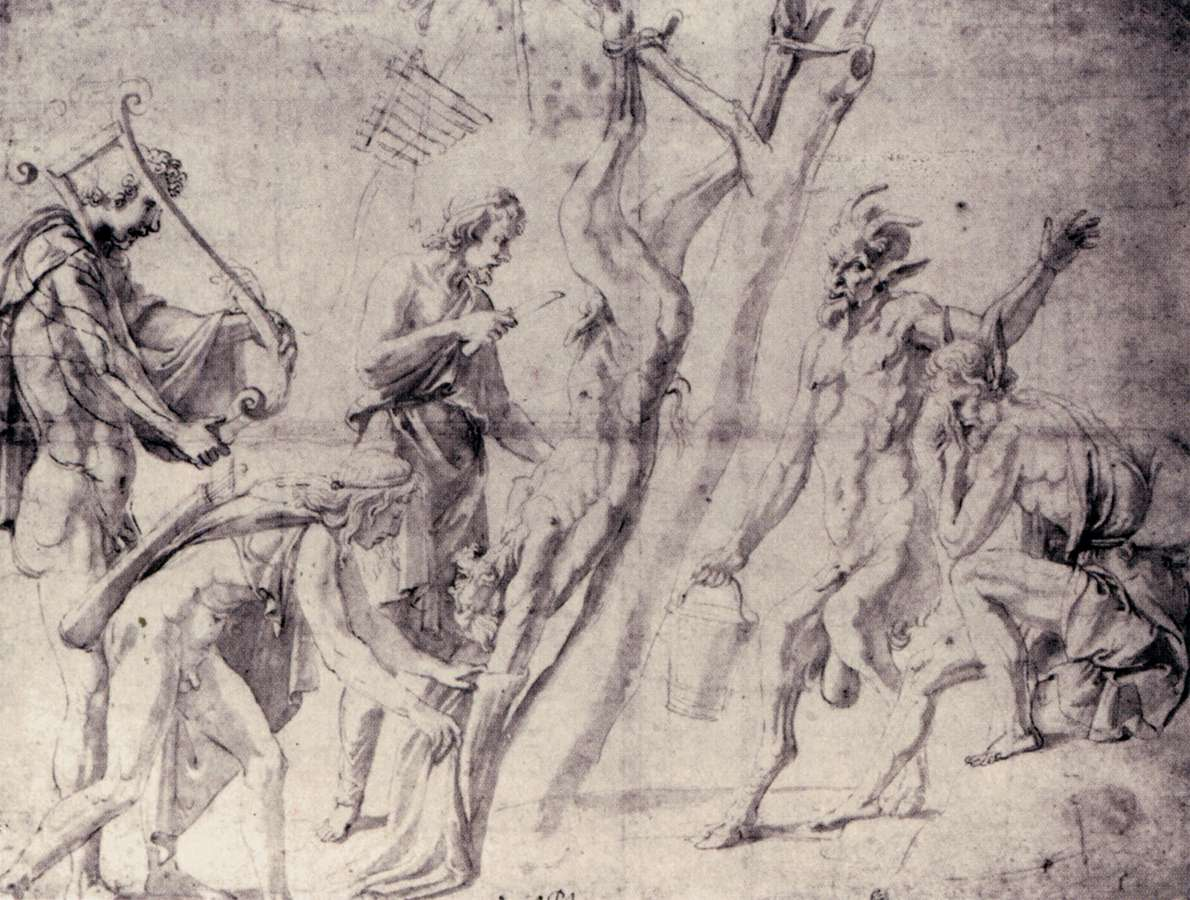
Эскиз Джулио Романо для фрески в Палаццо дель Те в Мантуе. Лувр, Париж

Главным иконографическим источником картины считают плохо сохранившуюся фреску Джулио Романо в зале Метаморфоз в Палаццо дель Те в Мантуе, подготовительный рисунок к которой в наши дни находится в Лувре. Тициан мог видеть фреску во время посещения Мантуи. Он позаимствовал у Джулио Романо основные композиционные элементы. Джулио Романо, в отличие от предшественников, изобразил Марсия с козлиными копытами и подвешенным на дереве вниз головой, как подвешивают тушу животного. Обе композиции содержат фигуру с лирой слева, две фигуры, ножами обрезающими кожу, фигуру сатира с ведром и поднятой левой рукой, задумчиво сидящего царя Мидаса и висящий на ветке инструмент Марсия — многоствольную флейту-сирингу. Однако, если у Джулио Романо служитель слева держит античную лиру, то у Тициана это похожая на скрипку лира да браччо, распространенная в Италии в XVI веке. У Тициана появилась маленькая собачка, облизывающая кровь с земли, и мальчик с большой собакой в правом нижнем углу картины.
По поводу фигуры Аполлона между специалистами нет согласия. Одни считают, что Аполлон — это музыкант с лирой, другие — что это фигура в лавровом венке, работающая ножом стоя на коленях. Некоторые полагают, что обе эти фигуры принадлежат Аполлону и символизируют разные стороны его образа.
В чертах Мидаса исследователи находят сходство с поздними автопортретами Тициана.
Важно отметить, что лира да браччо, мальчик и большая собака отсутствуют на венецианской копии, сделанной, вероятно, с ранней версии картины. Рентгеновские исследования показали, что и на полотне из Кромержижа сначала тоже не было мальчика и большой собаки, они были добавлены художником на поздней стадии работы.
Высказывалось предположение о том, что толчком к созданию картины стали события на Кипре 1571 года, где после капитуляции Фамагусты победители-турки содрали живьём кожу с командира венецианского гарнизона Маркантонио Брагадина.

## Художественные особенности
Картина создана в последние годы жизни Тициана и является крайним выражением его стиля этих лет, когда художник предвосхитил открытия последующих веков вплоть до импрессионистов. Полотно на первый взгляд кажется почти монохромным, потому что здесь нет больших участков локального цвета. Более детальный анализ показывает, что каждый участок картины состоит из множества зелёных, коричневых, чёрных крупных мазков импасто, нанесённых кистью, мастихином и даже пальцами.
Этот стиль был столь непривычен для XVI века, что картина признавалась некоторыми исследователями незавершённой. Однако уже тогда знатоки, в частности Вазари, высоко оценили стиль Тициана, отмечая при этом, что «вблизи смотреть на них нельзя и лишь издали они кажутся законченными». В то же время, разные фрагменты полотна демонстрируют различную степень проработки. В частности, лавровый венок Аполлона, лезвия ножей, корона Мидаса очерчены достаточно тонко. В пользу законченности полотна говорит и наличие подписи художника «TITIANVS P.» на камне внизу справа.